# Rory Carroll
Rory Carroll (Dublín, Irlanda, 1972) es un periodista irlandés para The Guardian. Nacido en Dublín, Carroll se graduó en el Blackrock College, del Trinity College y luego en la Universidad de la Ciudad de Dublín. Trabajó para el periódico desde Roma (1999 - 2002) y Johannesburgo (2002 - 2005), antes de ir a Bagdad a partir de enero de 2005. 
El 19 de octubre de 2005 fue secuestrado en Bagdad después de haber realizado una entrevista con una víctima del régimen de Sadam Hussein. La entrevista había sido arreglada con la asistencia de la oficina de Bagdad de Moqtada al-Sadr. Los secuestradores liberaron a Carroll un día después. 
En abril de 2006 The Guardian lo envió a su oficina en Caracas para servir como corresponsal para América Latina.
En 2013 publicó su libro 'El Comandante, Hugo Chávez's Venezuela'.